# 埃玛·努丁
埃玛·努丁（瑞典語：Emma Nordin，1991年3月22日—），瑞典女子冰球运动员。她曾代表瑞典国家队参加2010年、2014年、2018年和2022年冬季奥林匹克运动会冰球比赛，最好名次为2010年和2014年冬季奥运会的第四名。